# فانديبرير
فانديبرير (بالإنجليزية: Vandiperiyar)‏ هي منطقة سكنية تقع في الهند في ادوكي. يقدر عدد سكانها بـ 19,519 نسمة وترتفع عن سطح البحر 836 متر.